# Liste des familles subsistantes de la noblesse française
La liste des familles subsistantes de la noblesse française est scindée en deux parties pour des raisons de longueur :
1. Liste des familles subsistantes de la noblesse française de A à K,
2. Liste des familles subsistantes de la noblesse française de L à Z.